# Зінці (зупинний пункт)
Зінці́ — пасажирський залізничний зупинний пункт Полтавської дирекції Південної залізниці на електрифікованій лінії Полтава-Південна — Кременчук між зупинними пунктами Терешки (1 км) та Клюшники (2 км). Розташований в однойменному селі Зінці Полтавського району Полтавської області.

## Історія
Зупинний пункт відкритий 1932 року.
У 2009 році на зупинному пункті Зінці проведена модернізація колії та споруджені нові платформи. У 2010 році електрифікований змінним струмом (~25 кВ) в складі дільниці Полтава-Південна — Мала Перещепинська.

## Пасажирське сполучення
Приміське сполучення здійснюється поїздами напрямку Полтава-Південна — Кременчук.